# Присоединение Киевской митрополии к Московскому патриархату
Присоединение Киевской митрополии к Московскому патриархату — исторический процесс, длившийся начиная с 1654—1659 годов и окончательно завершившийся с принятием в 1686 году решения патриарха Дионисия IV и Синода Константинопольского патриархата о передаче Киевской митрополии Константинопольской православной церкви в юрисдикцию Русской православной церкви. 11 октября 2018 года Синод Константинопольского патриархата отменил это решение. Отмена не признана Русской православной церковью.

## История
По настойчивым просьбам будущего Киевского митрополита Гедеона (Святополк-Четвертинского) и гетмана Ивана Самойловича из Москвы в Константинополь к предшественнику Дионисия патриарху Иакову был отправлен посол-грек Захария Иванов (Софир) с целью получить грамоту о передаче Киевской митрополии под юрисдикцию Московского патриарха. Патриарх Иаков отказался дать согласие без разрешения османского везира. Московское правительство не стало обращаться к везиру, и 8 ноября 1685 года архиепископ Луцкий Гедеон был возведён Московским патриархом Иоакимом на Киевскую митрополичью кафедру без разрешения Константинопольского патриарха. Тогда же в Константинополь отправились послы гетмана Самойловича Иван Лисица и дьяк Никита Алексеев с грамотами от Московского патриарха Иоакима и царей Иоанна V и Петра I с просьбой утвердить переход Киевской митрополии в юрисдикцию Москвы и подтвердить поставление митрополита Гедеона. Послы обратились к находившемуся в Адрианополе великому везиру, который, стремясь сохранить хорошие отношения с Москвой, дал согласие на переход Киевской митрополии под власть Московского патриарха. Узнав об этом, Иерусалимский патриарх Досифей II согласился с этим решением и способствовал получению грамот у Дионисия IV, который приехал в Адрианополь, чтобы подтвердить своё очередное избрание патриархом у великого везира.
5 июня 1686 года Дионисий IV передал послам грамоты, адресованные царям, Московскому патриарху, гетману и Киевскому митрополиту, по которым он передавал Киевскую митрополию Московскому патриархату, подтвердив перед этим поставление митрополита Гедеона на Киевскую митрополичью кафедру. А дьяк Никита передал Дионисию 200 золотых, а ранее тайно передал 120 соболей.
В пакете грамот, выданных Дионисием IV, содержатся следующие формулировки, говорящие о подчинении Киевской митрополии Московскому патриарху:
| Русский текст | Греческий текст | Источник |
| --- | --- | --- |
| И да отныне тая митрополия Киевская да будет подлежащи ко святому патриаршескому Московскому престолу | | Грамота к патриарху Иоакиму, май 1686 г.: Воссоединение Киевской митрополии с РПЦ, С. 711; АрхЮЗР, ч. 1, т. 5, С. 167                                                                        |
| Сего ради, и яко благословное и во всем праведно разсудиша быти обеими руками объяхом и печатными грамотами соборно утвердихом, се есть яко митрополия Киевская сия, якоже невозмогающу всегда превысочайшему и святейшему Вселенскому Костянтинополскому престолу хиротонисати, егда нужда случится, отпустителную грамоту дати, воеже хиротонисатися ради паче мерного места отстояния и ради приключившися посреди двух царств войны, быти подлежащей под святейшим патриаршеским великого и богоспасаемого града Москвы престолом. | | Грамота к гетману Самойловичу, май 1686 г.: Воссоединение, С. 713, АрхЮЗР, С. 170—171 |
| и митрополия Киевская сия да будет подлежати под святейшим патриаршеским Московским престолом | καὶ ἡ Μητρόπολις αὕτη Κιόβου ἔστω ὑποκειμένη ὑπὸ τὸν Ἁγιώτατον Πατριαρχικὸν τῆς Μοσχοβίας θρόνον                                                               | Грамота Дионисия IV к российским царям, май 1686 г.: Воссоединение, С. 696, 700; АрхЮЗР, С. 175                                                                                              |
| и вручили есмы предстателству митрополию сию по времяни сущу блаженнейшему патриарху Московскому | | Грамота Дионисия IV к российским царям, июнь 1686 г.: Воссоединение, С. 716; АрхЮЗР, С. 179)                                                                                                 |
| темъже и епархии сей покорство приложися святейшему престолу патриарха Московского | | Грамота Дионисия IV к гетману Самойловичу, духовенству и пастве Киевской митрополии, июнь 1686 г.: Воссоединение, С. 725; АрхЮЗР, С. 183                                                     |
| покорство сей митрополии Киевской подложися под святейший Московский патриаршеский престол | ἡ ὑποταγὴ τῆς μητροπόλεως ταύτης Κιόβου ἀνετέθη ὑπὸ τὸν ἁγιώτατον πατριαρχικὸν τῆς Μοσχοβίας θρόνον                                                            | Грамота Дионисия IV о праве гетмана, духовенства и мирян киевской митрополии избирать митрополита, июнь 1686 г.: Воссоединение, С. 738, 740; АрхЮЗР, С. 190                                  |
| повелеваем: да святейшая епархиа Киевская будет подлежащая ко святейшему патриаршескому престолу великого и богоспасаемого града Москвы | ἡ μετριότης ἡμῶν … ἀποφαίνεται, ἵνα ἡ ἁγιωτάτη ἐπαρχία Κιόβου εἴη ὑποκειμένη ὑπὸ τοῦ ἁγιωτάτου πατριαρχικοῦ θρόνου τῆς Μεγάλης, καὶ θεοσώστου πόλεως Μοσχοβίας | Синодальная грамота патриарха Дионисия IV о подчинении Киевской митрополии престолу Московского патриарха, июнь 1686 г.: Воссоединение, С. 730, 733; СГГД, ч. 4, С. 518; ПСЗРИ, т. 2, С. 805 |

## Возможные причины присоединения
По мнению историка и богослова К. Ветошникова, в докладе, сделанном 24 августа 2016 года на XXIII Международном конгрессе византийских исследований в Белграде, Киевская митрополия, возможно, была подчинена Московскому патриархату ввиду расстояния и русско-турецких войн. Эта причина в качестве непосредственной указана в самом тексте патриаршей грамоты. В греческом тексте акта также говорится, что передача делается по причине икономии (гр. κατ’οἰκονομίαν).
<…> ради места паче мернаго отстояния и ради часто приключающихся посреди двух царствий брани <…> 
Кроме того, возможной причиной передачи Киевской митрополии Московскому патриархату могло быть сохранение православия, которое было под угрозой ввиду стремления польских властей склонить местное население к унии.

## Мнения
По мнению доктора богословия Университета Аристотеля в Салониках (Греция), научного сотрудника византийской библиотеки (фр. Collège de France, Париж) Константина Ветошникова, подчинение Киевской митрополии Московскому патриарху, реализованное сначала без разрешения Константинопольской православной церкви, властью русских государей, представляет собой «существенное каноническое преступление» и нарушение следующих канонов: 35 Апостолов, 6 I ВС, 13 Ант., 22 Ант., 15 Сард.; вторжение в чужую епархию осуждается в соответствии с канонами 2 II ВС, 13 и 22 Ант., 3 Сард.; подчинение чужих провинций, как и нарушение древних прав церквей, осуждается в соответствии с канонами 8 III ВС, 39 VI ВС. По всем этим причинам два письма содержат прощение патриарху Московскому и митрополиту Киевскому Гедеону нарушения канонов.